# 右攝提增一
牧夫座6，又名BD+21 2578，HD 120539、SAO 83015、HR 5201，是牧夫座的一颗恒星，视星等为4.91，位于銀經12.25，銀緯75.49，其B1900.0坐标为赤經13h 44m 59s，赤緯+21° 75.49′ 38″。